# محمد باقر الموسوي الشيرازي
محمد باقر بن عبد الله الموسوي الشيرازي (1931 - 2014 ). هو مرجع دين شيعي إيراني، وهو الابن الأكبر للمرجع عبد الله الموسوي الشيرازي.

## دراسته
بسبب مضايقات حكومة شاه إيران سافر الشيرازي مع أبيه سرّاً إلى العراق، وكان له من العمر خمسة سنوات، واستقرّوا في مدينة النجف، وفيها تعلّم القرآن الكريم والخط، وأشعار حافظ وسعدي إلى أن بلغ العاشرة من عمره، واستطاع الإلمام بالقواعد العربية والدروس الحوزوية من الفقه والأُصول، ثمّ شارك في دروس الخارج لوالده وغيره من علماء النجف.
وفي سن الثامنة عشر من عمره حاز على مرتبة الاجتهاد، وإلى جانب دراسته العليا في مدينة النجف بادر إلى تدريس مختلف العلوم الحوزوية، وبعد وفاته والده تصدّى لتدريس دروس الخارج في الفقه والأُصول.

## أساتذته
- أبو القاسم الخوئي
- عبد الله الشيرازي والده
- محمود الحسيني الشاهرودي
- حسن الموسوي البجنوردي.
- جمال الدين الكلبايكاني
- الشيخ علي أكبر الشيرازي
- الشيخ عبد الحسين الرشتي
- الشيخ حسن اليزدي

## اعتقاله
لقد شعرت حكومة البعث العراقي بخطورة وجود شخصيات مثل عبد الله الشيرازي، وكذلك ابنه محمّد باقر، فسارعت باعتقال محمّد باقر الشيرازي وحبسه في بغداد لمدّة شهرين تقريباً وذلك في عام 1391 هـ، وبعدها تمّ تسفيره إلى إيران، فاستقر الشيرازي في مدينة شيراز ليكمل برنامجه الديني.

## مشاركته في انتصار الثورة الإسلامية
عندما بدأت الثورة الإسلامية في إيران بقيادة الإمام الخميني، كان عبد الله الشيرازي والد محمّد باقر، يقود المسيرات ضد الشاه في مشهد المقدّسة، ممّا دفع بمحمّد باقر إلى الاستقرار في مدينة مشهد، والمشاركة في المسيرات الثورية التي كان يقودها والده، وكان له دور بارز في تفعيل النشاطات الشعبية، لاسيّما التحصّن في مستشفى الإمام الرضا ().
رأى الشيرازي أنّ انتصار الثورة الإسلامية في إيران تعدّ نعمة من النعم الجسام والألطاف الخفية من الله عزّ وجل.

## تأسيسه مؤسسة صاحب الزمان
في عام 1408 هـ أقدم الشيرازي على تأسيس مركز للتحقيقات في العلوم الإسلامية في مدينة مشهد المقدّسة، يحتوي على أقسام علمية وفقهية مختلفة ومجهّزة بمختلف الأجهزة الحديثة، وتقام فيه الدروس الحوزوية بمختلف مراحلها لما يقارب ألف طالب ديني.

## مؤلفاته
قام محمد باقر الشيرازي بتأليف عدد من الكتب، ومنها:
- حاشية على نهاية الشيخ الطوسي
- الأصول في سير كماله وتمامه
- الجمعة وآثارها على الإسلام
- الفقه الإسلامي وسير الزمن
- تقريرات الأصول
- المسائل المنتخبة
- مجمع الرسائل

## وفاته
تُوفي في يوم الثلاثاء الموافق 2014/5/13م إثر مرض ألمَّ به عن عمر يناهز 85 عاماً، وقد أُقيمت مراسيم التشييع والدفن في يوم الجمعة الموافق 2014/5/16م
ودُفن جوار مرقد الامام علي بن موسى الرضا عليه السلام في مدينة مشهد المقدسة.